# أرون وليامز (لاعب كرة قدم أمريكية)
أرون وليامز (بالإنجليزية: Aaron Williams) (و. 1990  م) هو لاعب كرة قدم أمريكية، من الولايات المتحدة، ولد في سان خوسيه، كوستاريكا، يلعب كمُؤمن ‏.

## التعليم
تعلم في McNeil High School ‏.